# Muhammadriso Mirsosoda
Muhammadriso Mirsosoda (tadschikisch Муҳаммадризо Мирзозода, englisch Muhammadrizo Mirzozoda, * 11. September 2004) ist ein tadschikischer Leichtathlet, der sich auf den Hürdenlauf spezialisiert hat.

## Sportliche Laufbahn
Erste Erfahrungen bei internationalen Meisterschaften sammelte Muhammadrizo Mirzozoda im Jahr 2022, als er bei den U20-Weltmeisterschaften in Cali mit 56,18 s in der ersten Runde im 400-Meter-Hürdenlauf ausschied. Im Jahr darauf kam er bei den Hallenasienmeisterschaften in Astana mit 2:03,26 min nicht über die Vorrunde über 800 Meter hinaus und gewann mit der tadschikischen 4-mal-400-Meter-Staffel in 3:34,45 min gemeinsam mit Leonid Pronschenko, Mirsaid Mirsoda und Alexander Pronschenko die Bronzemedaille hinter den Teams aus Kasachstan und Katar. 2025 verpasste er bei den Asienmeisterschaften in Gumi mit 53,87 s den Finaleinzug über 400 m Hürden.
In den Jahren 2024 und 2025 wurde Mirsosoda tadschikischer Meister im 400-Meter-Hürdenlauf.

## Persönliche Bestzeiten
- 400 m Hürden: 53,27 s, 2. Juni 2024 in Taschkent
  - 800 Meter (Halle): 2:03,26 min, 10. Februar 2023 in Astana